# Zwieselberg BE
| BE ist das Kürzel für den Kanton Bern in der Schweiz. Es wird verwendet, um Verwechslungen mit anderen Einträgen des Namens Zwieselberg zu vermeiden. |

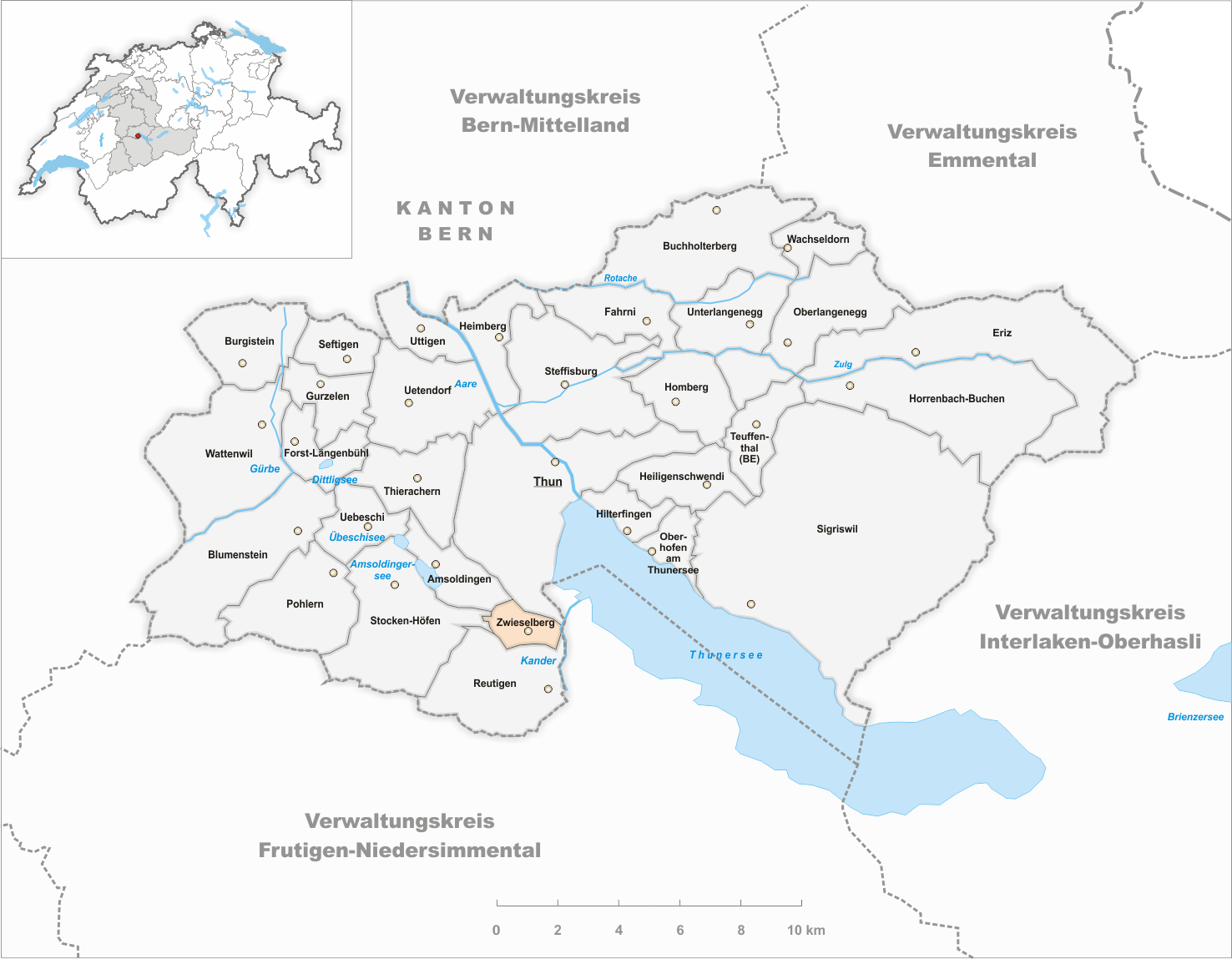
Gemeindestand vor der Fusion am 1. Januar 2024

Zwieselberg (im einheimischen Dialekt: [ˈʦʋ̊ɪʓ̊ʊˌb̥æːrg̊]) ist eine Ortschaft in der politischen Gemeinde Reutigen im Verwaltungskreis Thun des Schweizer Kantons Bern. Bis zum 31. Dezember 2023 war Zwieselberg eine eigene politische Gemeinde. Am 1. Januar 2024 fusionierte sie zur Gemeinde Reutigen.

## Geographie

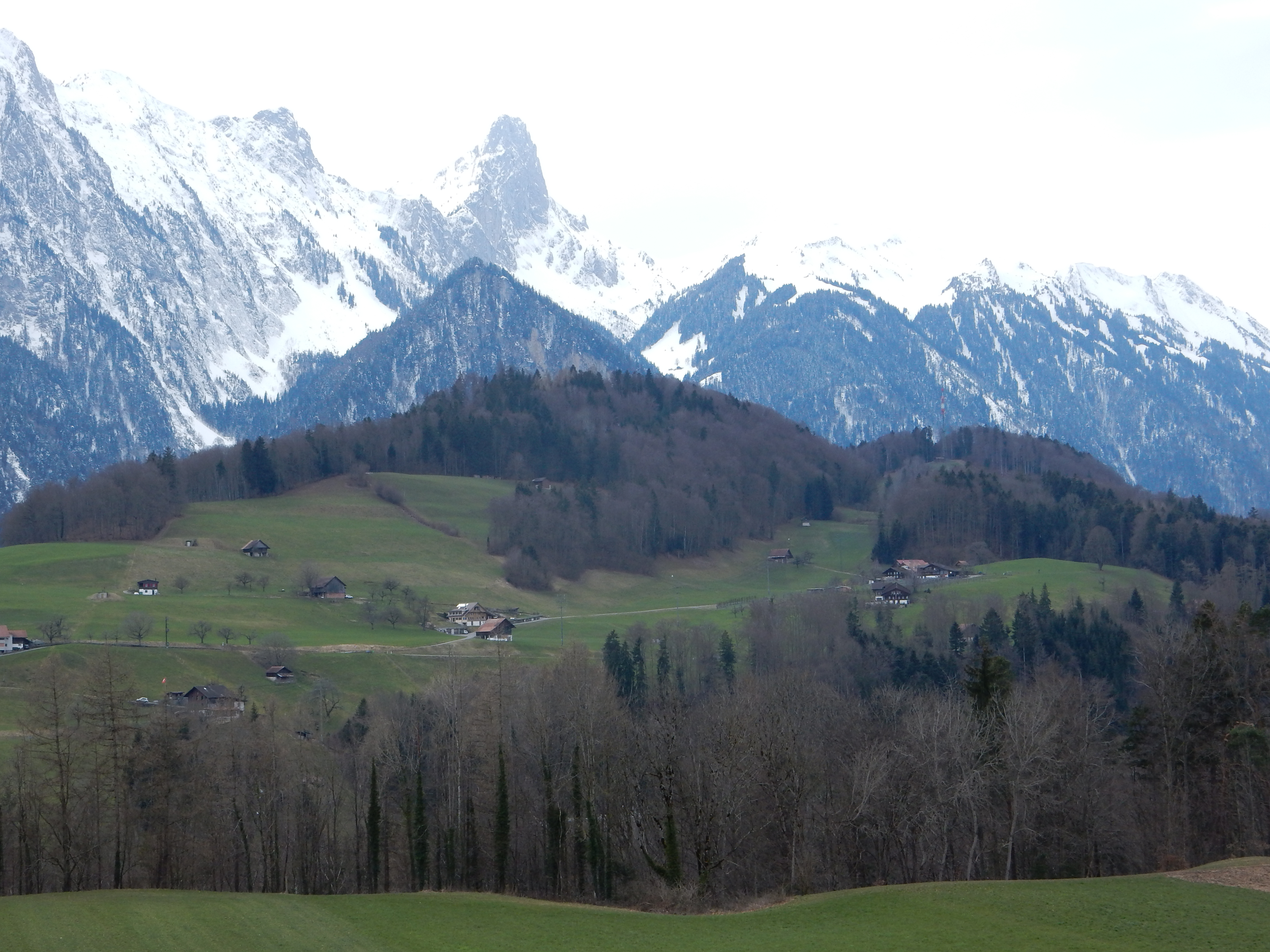
Zwieselberg und Stockhorn (im Hintergrund)

Die Ortschaft liegt auf dem gleichnamigen Hügel südwestlich der Stadt Thun westlich des Thunersees. Früher gab es keine grösseren Siedlungen. Doch sind heute die Weiler Obere Gass (666 m ü. M.) und Chrüzgass (652 m ü. M.) zu einem kleinen Zentrum zusammengewachsen. Der dritte Weiler ist Glütsch (607 m ü. M.) westlich der Kander. Ein kleiner Teil des ehemaligen Gemeindegebiets liegt im Glütschbachtal, durch das der Glütschbach fliesst. Dieses Tal sowie der Hügel Beisseren (mit 823 m ü. M. der höchste Punkt der Gemeinde) sind stark bewaldet. Vom Areal der ehemaligen Gemeinde von 246 ha wurden im Jahr 2009 63,0 % landwirtschaftlich genutzt. Gut ein Viertel (26,3 %) waren von Wald und Gehölz bedeckt und 9,9 % Siedlungsfläche.
Zwieselberg grenzt im Süden an den Ortsteil Reutigen, im Osten an Spiez, im Nordosten an Thun, im Nordwesten an Amsoldingen. Am 29. Juni 2023 stimmten die Gemeinden Reutigen und Zwieselberg einer Fusion der beiden Gemeinden zur Gemeinde Reutigen zu. Dadurch wurde Zwieselberg zu einem Ortsteil von Reutigen.

## Bevölkerung
Ende 2015 zählte die Gemeinde 306 Einwohner.

### Sprachen
Die Bevölkerung spricht im Alltag eine hochalemannische Mundart, die zu den Dialekten des Berndeutschen gehört. Bei der letzten Volkszählung im Jahr 2000 gaben sämtliche Bewohner Deutsch als ihre Hauptsprache an.

### Religionen – Konfessionen
In früheren Zeiten gehörte die gesamte Einwohnerschaft zur Evangelisch-reformierten Landeskirche. Durch Zuwanderung aus anderen Regionen der Schweiz und Kirchenaustritte hat sich dies geändert. Im Jahr 2000 waren 88,14 % evangelisch-reformierte und 4,66 % römisch-katholische Christen, 5,51 % waren konfessionslos. 1,27 % der Bevölkerung verweigerten die Auskunft zu ihrem Glauben.

### Herkunft – Nationalität
Von den 239 Einwohnern Anfang 2005 waren alle Schweizer Bürger. Bei der letzten Volkszählung waren mit Ausnahme eines deutschen Staatsangehörigen ebenso alle Bewohner Schweizer Staatsbürger.

## Politik
Die Stimmenanteile der Parteien anlässlich der Nationalratswahl 2015 betrugen: SVP 51,6 %, GPS 11,1 %, SP 10,1 %, BDP 7,9 %, glp 5,3 %, EDU 5,1 %, EVP 4,2 %, FDP 2,5 %, CVP 1,2 %.

## Wirtschaft
Die Landwirtschaft ist auch heute noch der Haupterwerbszweig derjenigen Bewohner, welche im Dorf arbeiten.

## Verkehr
Der Ort ist durch die Buslinie 55 (Thun–Wimmis) der Verkehrsbetriebe STI an das Netz des öffentlichen Verkehrs angeschlossen. Zwieselberg liegt an der Nebenstrasse von Amsoldingen nach Reutigen. Der nächstgelegene Autobahnanschluss ist Thun-Süd an der A6.

## Abwasser
Zur Reinigung des Abwassers wurde die Gemeinde an die ARA Thunersee in der Uetendorfer Allmend angeschlossen.